# Viareggio Beach Soccer 2022
Questa voce raccoglie le informazioni riguardanti del Viareggio Beach Soccer nelle competizioni ufficiali della stagione 2022.

## Stagione
Durante la prima fase regolare, il VBS si classifica al terzo posto, dietro a Pisa e Catania. Raggiunge comunque la finale scudetto (numero 5), perdendo con il Pisa per 3-2.
Per il secondo anno consecutivo, il Viareggio U-20 è campione d'Italia battendo il Cagliari in finale.

## Maglie e sponsor
Lo sponsor principale per la stagione 2022 è Farmaè.
Lo sponsor tecnico per la stagione 2022 è Luanvi Italia.
| 1ª divisa | 2ª divisa |

## Organigramma societario
- Presidente: Massimo Moretti
- Vicepresidente: Stefano Sani
- Direttore generale: Stefano Cinquini
- Direttore tecnico:
- Segretaria:
- Addetto stampa:

## Organico

### Giocatori SENIOR
| N° | Naz.                  | Ruolo      | Sportivo           |  |  |  |
| -- | --------------------- | ---------- | ------------------ |  |  |  |
| 1  | Italia (bandiera)     | Portiere   | Carpita Andrea     |  |  |  |
| 2  | Italia (bandiera)     | Difensore  | Gemignani Michele  |  |  |  |
| 4  | Italia (bandiera)     | Difensore  | Bertacca Luca      |  |  |  |
| 5  | Italia (bandiera)     | Attaccante | Ksioua Adam        |  |  |  |
| 6  | Italia (bandiera)     | Esterno    | Fabio Pugliese     |  |  |  |
| 7  | Italia (bandiera)     | Esterno    | Gianmarco Genovali |  |  |  |
| 8  | Italia (bandiera)     | Attaccante | Simone Marinai     |  |  |  |
| 9  | Brasile (bandiera)    | Esterno    | ALISSON MACIEL     |  |  |  |
| 10 | Brasile (bandiera)    | Esterno    | ZÉ LUCAS           |  |  |  |
| 11 | Italia (bandiera)     | Attaccante | Alessandro Remedi  |  |  |  |
| 12 | Italia (bandiera)     | Portiere   | Santini Gianni     |  |  |  |
| 13 | Italia (bandiera)     | Difensore  | Alberto Ali        |  |  |  |
| 17 | Portogallo (bandiera) | Esterno    | LÉO MARTINS        |  |  |  |
| 20 | Italia (bandiera)     | Esterno    | TOMMASO FAZZINI    |  |  |  |
| 22 | Italia (bandiera)     | Portiere   | Manfredi Matteo    |  |  |  |

### Staff tecnico
- 1º Allenatore:  Stefano Santini
- 2º Allenatore:  Massimo Belluomini
- Prep. atletico:  Andrea Ferrari.
- Prep. portieri:  Emiliano Diridoni

### Giocatori UNDER-20
| N° | Naz.              | Ruolo    | Sportivo           |  |  |  |
| -- | ----------------- | -------- | ------------------ |  |  |  |
|    | Italia (bandiera) | Esterno  | Fiale Andrea       |  |  |  |
| 23 | Italia (bandiera) | Esterno  | Ghilarducci Matteo |  |  |  |
| 4  | Italia (bandiera) | Esterno  | Matteo Cosci       |  |  |  |
| 10 | Italia (bandiera) | Esterno  | Saetta Carmine     |  |  |  |
| 18 | Italia (bandiera) | Esterno  | Luigi Fantinato    |  |  |  |
| 9  | Italia (bandiera) | Esterno  | Samuele Lombardi   |  |  |  |
| 1  | Italia (bandiera) | Portiere | Alessandro Morbini |  |  |  |
| 12 | Italia (bandiera) | Portiere | Matteo Moretti     |  |  |  |
| 19 | Italia (bandiera) | Esterno  | Daniel Nelli       |  |  |  |
| 11 | Italia (bandiera) | Esterno  | Niccolò Papi       |  |  |  |
| 21 | Italia (bandiera) | Esterno  | Lorenzo Rombi      |  |  |  |
| 16 | Italia (bandiera) | Esterno  | Tommaso Remedi     |  |  |  |
| 14 | Italia (bandiera) | Esterno  | Matteo Santini     |  |  |  |
| 22 | Italia (bandiera) | Portiere | Matteo Manfredi    |  |  |  |
| 8  | Italia (bandiera) | Esterno  | Gian Marco Tomei   |  |  |  |

### Staff tecnico
- 1º Allenatore:  Daniele Cinquini
- 2º Allenatore:  Michele Gemignani

## Palmares Personali
- Andrea Carpita, Miglior portiere Serie A: 2022.
- Gianmarco Tomei Miglior giocatore italiano Under 20 2022